# Front Północno-Zachodni (Imperium Rosyjskie)

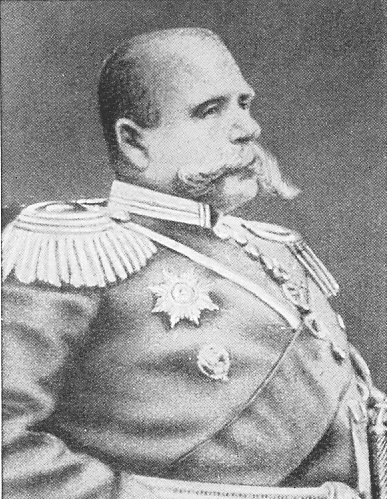
Paul von Rennenkampf – dowódca 1 Armii w 1914

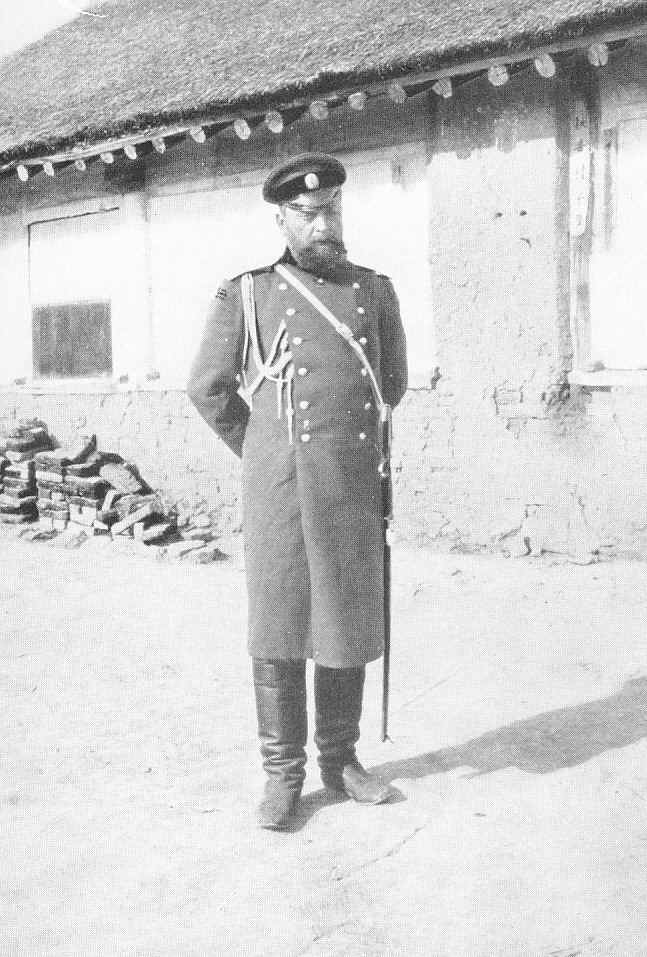
Aleksander Samsonow – dowódca 2 Armii w 1914

Front Północno-Zachodni (ros. Северо-Западный фронт) – rosyjski związek operacyjno-strategiczny w I wojnie światowej. Sformowany w lipcu 1914 z wojsk Wileńskiego Okręgu Wojskowego i Warszawskiego Okręgu Wojskowego. Naczelny dowódca gen. kawalerii Jakow Żyliński, szef sztabu gen. Władimir Oranowski.

## Struktura organizacyjna
Skład frontu na początku wojny:
- 1 Armia (z Wileńskiego OW) – dowódca gen. kawalerii Paul von Rennenkampf siły; 6,5 dywizji piechoty, 5,5 dywizji kawalerii, 492 działa,
- 2 Armia (z Warszawskiego OW) – dowódca gen. kawalerii Aleksandr Samsonow, siły; 12,5 dywizji piechoty, 3 dywizje kawalerii, 720 dział.

## Dziłania wojenne
Zadaniem frontu było rozbicie 8 Armii niemieckiej i zajęcie Prus Wschodnich poprzez obejście jezior mazurskich, w celu prowadzenia natarcia w głąb Niemiec.
Działania wojenne front prowadził w ramach operacji wschodniopruskiej 1914, 4 /17/ sierpnia 1914, uderzając siłami 1 Armii pod Stallupönen (obecnie Niestierow) i Gumbinnen (obecnie Gusiew) w skrzydło i tyły 8 Armii. Początkowo front uzyskał powodzenie, rozbijając siły 1 Korpusu Armijnego, a 7/20/ sierpnia na kierunku Gumbinnen – Gołdap siły główne 8 Armii. Wojska 8 armii rozpoczęły odwrót z Prus za Wisłę. 2 Armia w tym czasie nie podejmowała walki. Uderzyła dopiero 10/23/ w skrzydło i tyły 8 Armii. 10/23/ sierpnia naczelne dowództwo wojsk niemieckich zmieniło dowództwo 8 Armii (nowy dowódca gen. Paul von Hindenburg, szef sztabu gen. Erich Ludendorff), a 13/26/ zdjęło z frontu francuskiego dwa korpusy armijne i jedną dywizję kawalerii i przerzuciło do Prus (było to później przyczyną klęski w bitwie nad Marną. 
Wykorzystując brak współdziałania pomiędzy armiami rosyjskimi i błędy dowództwa rosyjskiego, Niemcy zadali cios 2 Armii rosyjskiej, a później 1 Armii, odrzucając je z Prus Wschodnich. W rezultacie walk 13-17/26-30/ sierpnia Niemcy odrzucili skrzydłowe korpusy rosyjskie, okrążyli i zlikwidowali centralne zgrupowanie 2 Armii (około 5 dywizji) na wschód od Neidenburga (obecnie Nidzica). 27 sierpnia /9/ września – 2/15/ września wojska niemieckie odrzuciły siły 2 Armii za Niemen. Klęska wojsk rosyjskich (straty około 245 tys. żołnierzy, w tym około 135 tys. dostało się do niewoli) była spowodowana nieudolnym dowodzeniem przez gen. Jakowa Żylińskiego i dowódcę 1 Armii. Gen. Żyliński dowodził frontem do 3 września 1914, po nim dowództwo przejął gen. piechoty Nikołaj Władymirowicz Ruzskij, który dowodził do 17 marca 1915, a po nim gen. piechoty Michaił Wasiliewicz Aleksiejew dowodził do 4 sierpnia 1915 do czasu rozwiązania frontu.
Front walczył do sierpnia 1915, po czym został rozformowany i na jego bazie sformowano dowództwo Frontu Zachodniego.

## Dowódcy Frontu
- gen. kawalerii Jakow Żyliński 19 lipca 1914 – 3 września 1914,
- gen. piechoty Nikołaj Władymirowicz Ruzskij 3 września 1914 – 17 marca 1915,
- gen. piechoty Michaił Aleksiejew[1] 17 marca 1915 – 4 sierpnia 1915,

## Struktura organizacyjna
- 1 Armia: lipiec 1914 – sierpień 1915,
- 2 Armia: lipiec 1914 – sierpień 1915,
- 3 Armia: lipiec – sierpień 1915,
- 4 Armia: lipiec – sierpień 1915.